# Alle sei di sera dopo la guerra
Alle sei di sera dopo la guerra (В 6 часов вечера после войны) è un film del 1944 diretto da Ivan Aleksandrovič Pyr'ev.